# Dorylaimoides micoletzkyi
Dorylaimoides micoletzkyi är en rundmaskart. Dorylaimoides micoletzkyi ingår i släktet Dorylaimoides, och familjen Leptonchidae. Arten är reproducerande i Sverige.